# Epilobium glanduligerum
Epilobium glanduligerum là một loài thực vật có hoa trong họ Anh thảo chiều. Loài này được K.Knaf ex Celak. mô tả khoa học đầu tiên năm 1881.